# رکشابندان

جشن رکشابندان (به انگلیسی: Raksha Bandhan) که به نوعی عهد و میثاق حمایت است، میان زنان و مردان که با بستن مچ بندی خاص به نام راکی از سوی زنان به دست مردان برگزار می‌شود. این جشن نماد عشق خواهر به برادر است. در این جشن زنان خود را آراسته و لباس‌های مرتب و زیبا می‌پوشند و سپس به دیدار مردی که به عنوان برادر خویش انتخابش کرده‌اند، می‌روند. این جشن در سراسر هند و به ویژه میان هندوها، سیک‌ها و برخی از مسلمانان و نیز بخش‌هایی از پاکستان هر ساله برگزار می‌شود.
خواهر به نماد عشق مچ بندی را به دست برادر خود می‌بندد و برای او دعا می‌خواند و برادر نیز در ازاء دریافت این مچ بند، هدیه‌ای بر اساس بضاعت خود به خواهر می‌دهد. این هدیه می‌تواند پول نقد، لباس ساری، شیرینی یا تکه‌ای تزئینی باشد. در واقع خواهر و برادر به‌طور مادام العمر هر ساله در جشن رکشابندان این مراسم به جا می‌آورند که خود سمبل حمایت، عشق و رابطه نزدیک میان خواهر و برادر است.
جشن رکشابندان در واقع برگفته از یک داستان تاریخی است که اکنون به سنت عشق و حمایت بدل شده‌است. در زمان امپراطوری مغول، رانی کارناواتی که ملکه بیوه چیتارو بوده‌است که با ارسال راکی برای شاه امپراتور مغول از وی درخواست کمک می‌کند. اکنون رنگ‌ها و طرح‌های مختلفی از این مچ بند مقدس در روزهای نزدیک به جشن رکشابندان در سراسر هند به فروش می‌رسد و کوچک و بزرگ، پیر و جوان با خرید آنها، به دیدار مردانی که به عنوان برادر خود انتخاب کرده‌اند و عمدتاً از میان دوستانشان می‌باشد، می‌روند و مادام العمر پیوند خواهر و برادری می‌بندند.
پس از بستن این پیمان، هر چند آنها برادر و خواهر خونی نیستند اما همانند یک خانواده همدیگر را در موقع نیاز کمک و حمایت می‌کنند. پس از بستن این پیمان آنها همچنین نمی‌توانند به ازدواج یکدیگر درآیند. البته جشن رکشابندان صرفاً در میان مردم هند رواج ندارد و معمولاً به دلیل زیبایی و مراسم خاص این سنت قدیمی، ساکنان غیر هندی این سرزمین نیز این مراسم را به جای می‌آورند.